# Kristen Vigard
Kristen Vigard (ur. 15 maja 1963 w St. Paul, Minnesota, USA) – amerykańska wokalistka, autorka tekstów.

## Dyskografia
- Kristen Vigard (1988)[1]
- God, Loves and Angels (2004)[1]

## Filmografia
- Dr. Giggles (1992)[1]
- Grace of my Heart (1996)[1]